# Paraulopus okamurai
Paraulopus okamurai är en fiskart som beskrevs av Sato och Tetsuji Nakabo 2002. Paraulopus okamurai ingår i släktet Paraulopus och familjen Paraulopidae. Inga underarter finns listade i Catalogue of Life.